# 妹島和世
妹島和世（1956年10月29日—）是一位当代日本的知名女性建築師，出生於日本茨城縣日立市。畢業於日本女子大學。任职横滨国立大学Y-GSA （页面存档备份，存于）教授，日本女子大学客员教授，大阪艺术大学客员教授等。
她在1981年從日本女子大學碩士班畢業之後，就進入了日本名建築師伊東豊雄的事務所工作，14年後，與西澤立衛成立了SANAA建築設計事務所。2004年，兩人以金澤21世紀美術館贏得了當年的威尼斯建築雙年展的金獅獎。2010年，SANAA獲得建築界最高榮譽普利兹克奖，為日本第一位受獎的女性建築師。此外，她还曾获得日本建築学会獎、吉岡獎、高松宮殿下記念世界文化獎等多个建築學獎项。
妹島和世的建築風格逐漸的受到世人注目，她與SANAA建築設計事務所的作品，多帶有重要的「穿透性」風格。大量的運用玻璃外牆等材質，讓建築感覺輕而且飄浮。亦有報導稱其為「穿透、流動」式的建築。

## 作品

### 日本
- 1996年, IAMAS藝術實驗館, 岐阜縣大垣市
- 2000年，岐阜北方集合住宅S-4棟，岐阜縣北方町（英文暱稱為“S-House”）
- 1999年，小笠原資料館，長野縣飯田市（英文暱稱為“O-Museum”）
- 2000年，hhstyle.com原宿店，東京
- 2001年，オペーク名古屋，愛知縣名古屋
- 1997年，熊野古道博物館，和歌山（英文暱稱為“N-Museum”）
- 2003年，梅林之家，東京（英文暱稱為“House in A Plum Grove”）
- 金澤21世紀美術館, 金澤市
- 迪奧表參道旗艦店，東京表參道
- 朝日新聞社山形大樓
- 江山閣高級中學
- 大西多功能設施
- 鬼石町多目的活動中心
- 2017年，墨田北齋美術館

### 日本以外

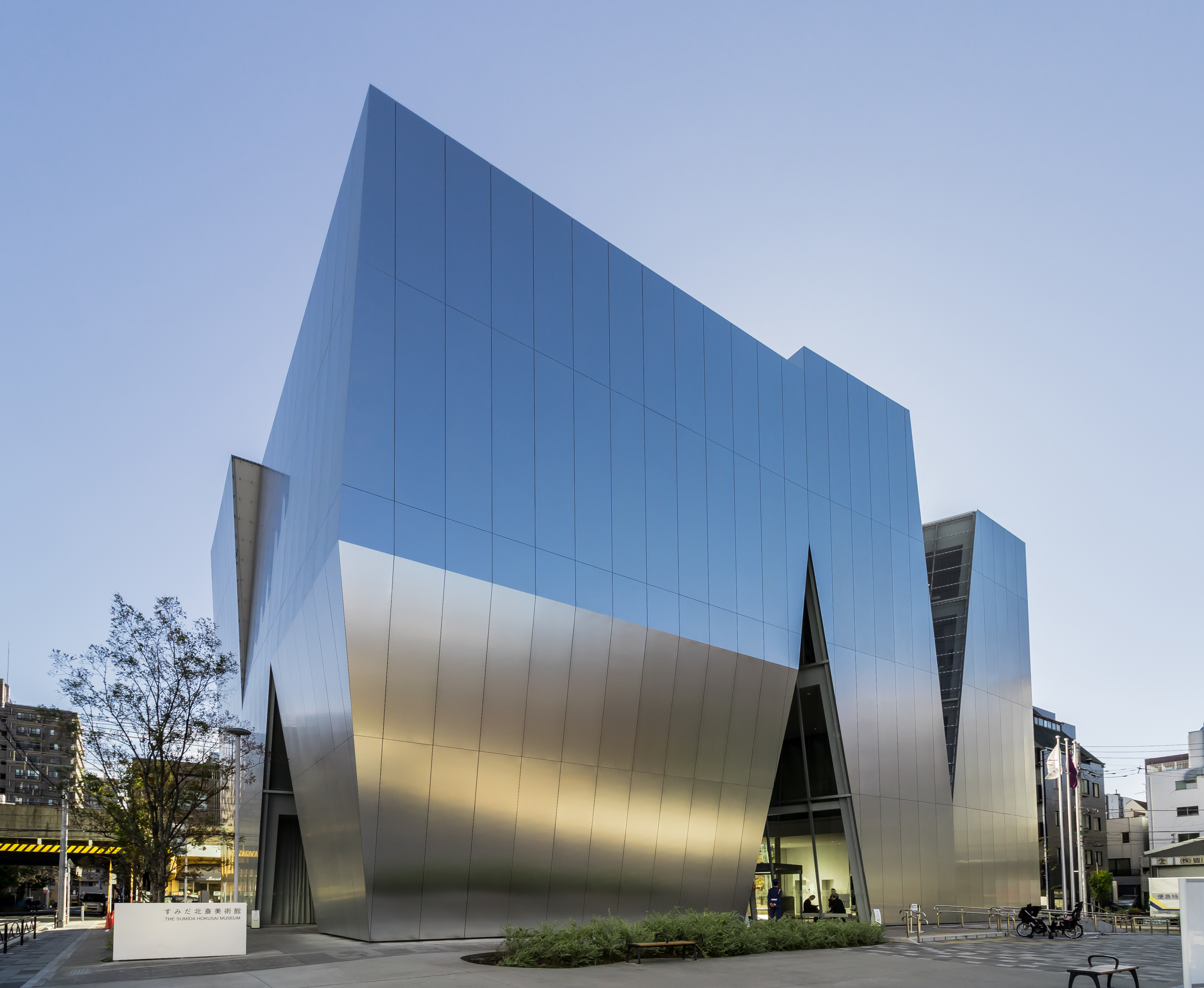
北齋美術館

- 阿爾梅勒「德·昆斯特裏涅」劇院和 文化中心，荷蘭阿爾梅勒（Almere）
- 托利多藝術博物館的玻璃展場，美國俄亥俄州托利多
- 巴倫西亞現代藝術學院，西班牙巴倫西亞
- 設計與管理學院，德國埃森
- 新當代藝術博物館，紐約市
- 中國國際建築藝術實踐展，中國南京
- 羅浮宮朗斯分館，法國朗斯
- 臺中綠美圖，中華民國（臺灣）臺中市
- 洛桑联邦理工学院劳力士学习中心，瑞士洛桑
- 三亚当代艺术馆，中国三亚，海棠湾

## 荣誉

### 日本勋章奖章
- 紫绶褒章（2016年11月3日）

### 外国勋章奖章
- 艺术与文学军官勋章（法国文化部，2010年4月20日于东京颁发[1]）

## 相關連結
- SANAA建築設計事務所網站 （页面存档备份，存于）